# Bermudafunk

Bermudafunk est une radio associative locale de la région métropolitaine Rhin-Neckar.

## Histoire
Freies Radio Rhein-Neckar est fondée en 1998. En octobre 1999, elle organise une radio éphémère de 11 jours à l'occasion du 48e festival international du film de Mannheim-Heidelberg.
L'émission régulière commence à l'automne 2000 à Heidelberg et en décembre 2003 à Mannheim.
Le 20 décembre 2010, la radio organise l'anniversaire de ses dix ans dans ses studios situés dans l'ancienne caserne de pompiers de Mannheim.

### Source de la traduction
- (de) Cet article est partiellement ou en totalité issu de l’article de Wikipédia en allemand intitulé « Bermudafunk » (voir la liste des auteurs).